# Жанаарна (Илийский район)
Жанаарна (каз. Жаңаарна) — упразднённое село в Илийском районе Алматинской области Казахстана. Входило в состав Жетыгенского сельского округа. 
В 2023 году включено в состав села Жетыген и исключено из учётных данных.

## Население
В 1999 году население села составляло 665 человек (355 мужчин и 310 женщин). По данным переписи 2009 года, в селе проживало 750 человек (394 мужчины и 356 женщин). Есть школа N°35